# 結構主義
結構主義（英語：Structuralism）是人文及社会科学领域的一个学术流派，側重對結構的認識，追究對整体本質的了解，提倡学科之間互通有無，以及一種整體的科學，要透過表面的現象，尋求底層的關係，以期獲得放諸四海而皆準的結構。結構主義是二十世紀下半叶分析研究語言、文化與社會的流行方法。

## 主張
結構主義主張，任何科學研究都應超越事物现象本身，直探在現象背後，操縱全局的系統與規則。社會與文化現象不僅是物件和事物的總和，其實物件和事物背後都另有涵義。
廣泛來說，結構主義企圖探索一個文化意義是透過什麼樣的相互關係（也就是結構）表达出來。根據結構理論，一個文化意義的产生與再造是透過作為表意系統（systems of signification）的各種實踐、現象與活動。一個結構主義者研究對象的差異會大到如食物的準備與上餐禮儀、宗教儀式、遊戲、文學與非文學類的文本、以及其他形式的娛樂，來找出一個文化中意義是如何製造與再造的深層結構。比如說，人類學與民族誌學家施特劳斯這位早期著名的結構主義實踐者，就分析了包括神話學、宗族以及食物準備這些文化現象。
結構主義的出現，幫助人們從生活中混亂的表象中，揭露隱藏其中的完整結構，但亦因此一簡約化的結果，造成結構主義把「文本」作了過多的解讀，而讓學者創造出許多並不存在的意義與結構。另外還有各種立場是位於這兩個極端立場之間；而事實上，許多關於結構主義的爭論就是在試圖釐清上面所說的這個問題。結構主義最好被看作是一種具有許多不同變化的概括研究方法。就如同任何一種文化運動一樣，結構主義的影響與發展是很複雜的。

## 起源
「結構主義」並不是一個清楚界定的「流派」，通常將索緒爾的作品當作一個起點。索緒爾在《普通語言學教材》中主張，語言自有其體系，應把語言視為一獨立的系統，以科學方法加以整理分析，深入語言的表面，尋求內在的關聯性。其學說對結構主義有重要啟示。
結構主義導源於1915年至1930年俄國學者的形式主義，其後以法國為根據地加以發展。雅各生提出要探討文學的特質，建立藝術的科學方法。文學研究不應局限於文學作品本身的詮釋，而應延及文學的內在體系。1940年代，列维-斯特劳斯曾在紐約與雅各生同事，受他影響，把語言學某些模式應用於人類學，提出體大思精的神話邏輯。

## 代表人物與流派
- 索緒爾：瑞士結構符號學
- 雅各生：布拉格學派結構功能論
- 布龍菲爾德：美國描寫結構主義
- 諾姆·喬姆斯基：美國結構生成語言學
- 克勞德·列维-斯特劳斯：法國神話符號學
- 羅蘭·巴特：法國結構主義轉向
- 路易·阿尔都塞：法國“结构主义马克思主义”
- 雅克·拉康：法國拉康派精神分析运动
- 德希達：法國後結構主义
- 热拉尔·热内特（英语：Gerard Genette）：法國後結構主义
- 茨維坦·托多洛夫：法國後結構主义
- 茱莉亞·克莉斯蒂娃：法國後結構主义

## 語言學中的結構主義
索緒爾（Saussure）是令結構主義於20世紀重現的始祖，因為他的讲义经由学生整理在1916年出版命名为《普通語言學課程》，其中並不關注言語或語言的使用反而關注語言系統，他稱之為“理論符號學”－「符號學是研究既存在社會結構下，各種符號的科學。」最終，他認為語言符號是由意符（能指）及意旨（意指）所組成。這跟以前關注字與事物的關係的手法很不同。
《普通語言學課程》對第一次世界大戰與第二次世界大戰期間的語言學家有很大影響。美國的布龍菲爾德發展了自己的結構語言學，正如丹麥的路易·叶尔姆斯列夫的那一個學說。在法國，安戴尼·梅勒（Antoine Meillet）和Émile Benveniste延續索緒爾的課程。最重要的是布拉格語言學派的成員，例如罗曼·雅各布森及尼古拉·特鲁别茨柯伊開展了有關的研究。

## 二戰後的結構主義
在整个1940及1950年代间，萨特所推行的存在主义占据着主导地位。第二次世界大战后，尤其是在六十年代，结构主义开始冲击法国并显示出优势。结构主义最初在法国流行，继而在全球范围内传播开来。
结构主义反对人性自由和选择的观点，而是集中关注人类行为是由各种各样的结构组织所决定的研究。以此观点为据的早期作品中最重要的一部就是列維-斯特勞斯於1949年版的《親屬關係的基本結構》。二战期间，列維-斯特勞斯在纽约结识了雅各布森，受到了雅各布森的结构主义以及美国人类学传统理论的影响。在《亲属关系的基本结构》一书中，他从结构观点来考察亲属关系，并试图证明不同的社会组织实际上就是少数基本亲属结构的相互置换。随后于1958年出版的《結構人類學》一书，收录了阐述其结构主义思想纲要的论文。
到六十年代初期，結構主义作为一种运动已经盛行。
因為它試圖建立一個關於文學系統自身的模式，且在整個文學領域內的作品之間的關係發揮作用的結構原則。結構主義已經努力─並正在努力─為文學研究建立一個盡可能科學的基礎羅蘭·巴特和雅克·德里达则集中研究如何将结构主义应用于文学。

## 构造主义：延伸至心理學
构造主义心理学派是由1879年冯特的学生铁钦纳于内容心理学派形成近20年后在美国建立的，是内容心理学思想的继承和进一步发展。但构造主义心理学派絕不等同于内容心理学派，二者无论在形成的时间、地点以及研究方法和具体内容上，都存在着差异。在20世紀構造主義心理學遭到了挑戰。這個學派的心理學分析成人的心智（從出生至現下的經驗總和）之中最簡單可以定義的元素，然後尋找這些元素之間如何結合來形成更複雜的經驗、以及這些元素如何在實際的活動中互相影響。為了達成此研究方式，這派的心理學家使用反思（introspection），以及對於感官經驗、觀點、感覺、情緒等等的自我回報。
构造主义心理学派在心理学发展中的贡献和局限：
- 心理學是從個體本身的觀點研究其自覺的經驗。因此心理學的主要方法就是內省法或自省法。
- 人類的意識經驗中包括三大元素，即感覺、意像、與感情。
- 构造派是心理学史上第一个应用实验方法系统研究心理问题的派别。在他们的示范和倡导下，当时西方心理学实验研究得到了迅速传播和发展。
- 理论基础为纯粹经验论。
- 把心理身，研究它的实际存在，不去讨论其意义和功用。
- 推動行為主義、機能主義的產生。

## 文學研究
在分析文學的領域，結構主義者能將一個故事中各元素的潛在關係（也就是結構）揭露出來。這裡舉一個簡單的例子：《西城故事》和《羅密歐與茱麗葉》的關聯性。儘管這兩齣戲劇發生於不同的時間與地點，一個結構主義者會說它們是同一個故事，因為它們具有相似的結構。在這兩個故事中都有一個女孩與一個男孩墜入愛河（或者可以說是+LOVE），然而他們的家族彼此仇恨對方（-LOVE），這個衝突最後經由他們兩人的死而獲得了解決。現在如果有另外一個故事是兩個彼此友好的家庭（+LOVE）為他們的小孩安排了一場婚事，然而他們的子女彼此仇恨對方（-LOVE），而最後這場衝突的解決辦法是兩個子女用自殺來逃避這場婚事。一個結構主義者會說後面第二個故事是第一個故事的「倒置」，因為愛情價值以及兩對團體的關係剛好是顛倒過來的。總言，結構主義者能從一個故事中將其所代表的「意義」揭露出來，而非找出作者的意圖。